# Георг Симон Ом
Георг Симон Ом (нім. Georg Simon Ohm; 16 березня 1787, Ерланген — 7 липня 1854, Мюнхен) — німецький фізик.

## Біографія
Народився в Ерлангені, у сім'ї бідного слюсаря. Його батько, з дитинства привчав сина до фізики та математики та зрештою відправив його навчатись до гімназії. У 1806 році Ом, закінчивши курс у гімназії, почав вивчати математичні науки в
Ерлагенському університеті, але вже після трьох семестрів, кинувши університет, став працювати вчителем у Готштадті (Швейцарія).
У 1809 році переїхав до Невшателя, повністю присвятив себе вивченню математики. У 1811 році захистив докторську дисертацію і з 1811 по 1813 рік як приват-доцент читав лекції з математики, але вже у 1813 році посів місце викладача з математики в Бамберзі (1813—1817), звідки перейшов потім на таку саму посаду в Кельні (1817—1828). Впродовж свого перебування в Кельні Ом опублікував свої знамениті роботи з теорії гальванічного кола. За публікації в газетах цього, він був звільнений з роботи в школі за особистим розпорядженням Міністра освіти.
На міжнародному конгресі електриків у Парижі, вирішено було назвати його ім'ям тепер усіма визнану одиницю електричного опору («один Ом»).

## Відкриття
Найвідоміші праці Ома стосувались питань проходження електричного струму через провідники й привели до відомого закону Ома, який зв'язує опір кола гальванічного струму, електрорушійної в ньому сили й сили струму, та був в основі всього сучасного вчення про електрику. У першій його науковій роботі («Vorläufige Anzeige des Gesetzes, nach welchem Metalle die Contactelectricitätleiten», 1825) Ом дослідив ці явища, але, за недосконалістю приладів, дійшов до помилкового результату. У подальшій роботі («Bestimmung des Gesetzes, nach welchem Metalle die Contactelektricitätleiten», 1826) Ом сформулював свій знаменитий закон і потім всі свої роботи з цього питання поєднує в книзі: «Die galvanische Kette, Mathematisch Bearbeitet» (Б., 1827; перевиданій Мозером в Лейпцигу, 1887; перекладену англійською в 1841, італійською в 1847, французькою в 1860), у якій дає і теоретичний висновок свого закону, виходячи з теорії, аналогічної теорії теплопровідності Фур'є. Незважаючи на важливість цих робіт вони пройшли непоміченими і були зустрінуті навіть вороже, лише коли Клод Пойє у Франції знову дійшов (1831—1837) дослідним шляхом до тих самих результатів, закон Ома був прийнятий науковим світом і Лондонське королівське товариство на засіданні 30 листопада 1841 року нагородило Ома медаллю Коплі.
Відкриття Ома, яке дало можливість вперше кількісно розглянути явища електричного струму, мало і має величезне значення для науки; всі теоретичні (Гельмгольца) і практичні (Альберт Бетц, Кольрауш, комісія британської асоціації) перевірки показали повну його точність; закон Ома це правдивий закон природи. Подальші роботи Ома з електрики стосувалися питань уніполярної провідності (1830) і нагрівання проводів струмом (1829). У 1839 р. вийшла в світ низка робіт з акустики, які призвели до результатів великої важливості. У статті «Ueber die Definition des Tones nebst daran geknüpfter Theorie der Sirene und ähnlicher tonbildender Vorrichtungen» (1843) сформулював закон (також званий «законом Ома»), що людське вухо пізнає лише прості гармонічні коливання, і що кожен складний звук розкладається вухом на складові (за законом Фур'є) і пізнається лише як їхня сума. І цей закон не був прийнятий сучасниками Ома і лише Гельмгольц через вісім років по смерті Ома довів його повну справедливість.

## Твори
- Grundlinien zu einer zweckmäßigen Behandlung der Geometrie als höheren Bildungsmittels an vorbereitenden Lehranstalten / entworfen

Erlangen: Palm und Enke, 1817. — XXXII, 224 S., II Faltbl. : graph. Darst. (PDF, 11.2 MB)
- Die galvanische Kette: mathematisch bearbeitet

Berlin: Riemann, 1827. — 245 S. : graph. Darst. (PDF, 4.7 MB)
- Beiträge zur Molecular-Physik. Band I: Elemente der analytischen Geometrie im Raume am schiefwinkligen Coordinatensysteme — Наприкінці 40-х років Ом задумав створити струнку теорію молекулярної фізики, але встиг видати лише перший її том.

Nürnberg: Schrag, 1849. — XII, 590 S. (PDF, 81 MB)
- Grundzüge der Physik als Compendium zu seinen Vorlesungen

Nürnberg: Schrag, 1854. — X, 563 S. : Ill., graph. Darst. Erschienen: Abth. 1 (1853) — 2 (1854) (PDF, 38 MB)
У 1892 р.. видано, під редакцією Ломмеля, повне зібрання творів Ома («Gesammelte Abhandlung von G. S. Ohm», Лейпциг, 1892).